# Magyar Kereszténydemokrata Mozgalom
A Magyar Kereszténydemokrata Mozgalom (MKDM) szlovákiai magyar politikai párt, amelynek 1990 tavaszán Püspöki Nagy Péter, Rajczy László, Bugár Béla és Janics Kálmán voltak a kulcsfigurák a párt alapításakor.

## Története
Az MKDM megalakulása előtt léteztek magyar klubok a Kereszténydemokrata Mozgalmon (KDH) belül, azonban hamar nyilvánvalóvá vált, hogy az együttműködés nem lesz sikeres, így a magyar politikusok önálló párt alapítását határozták el. Jelentős politikai erővé vált, képviselve a magyar kisebbség érdekeit. Püspöki Nagy Péter, Rajczy László és Janics Kálmán által 1990 tavaszán alapítva, a mozgalom a magyar közösség jogainak és kulturális örökségének védelmét tűzte ki célul. A kereszténydemokrata elvekből fakadóan az MKDM kulcsszerepet játszott a különböző magyar pártok közötti hidak építésében és az interkulturális párbeszéd elősegítésében. 

## Politikai helyzet és célok
Az MKDM megalakulása fontos lépés volt a szlovákiai magyar kisebbség politikai szerveződése szempontjából. A párt célja a magyar közösség érdekeinek képviselete volt Szlovákiában, elsősorban a római katolikus magyarokat próbálta megszólítani. Az MKDM központi szerepet játszott a több frissen alakult magyar párt közötti világnézeti és érdekbeli összekapcsolásban. A politikai célok sorát szolgáltatja a magyar kisebbség jogainak és érdekeinek védelme, valamint a kulturális örökség megőrzése. A párt elkötelezett a demokratikus értékek és az emberi jogok mellett, különös figyelmet fordítva a kisebbségek jogaira és a sokszínűség támogatására. Az MKDM politikáját a kereszténydemokrata elvek, valamint a társadalmi igazságosság és szolidaritás vezérli. A mozgalom kiemelt figyelmet fordít a magyar közösség oktatási, kulturális és nyelvi jogainak biztosítására, valamint a gazdasági és területi fejlesztésre. A politikai program része továbbá a kisebbségi autonómia és az egyenlő bánásmód elveinek előmozdítása.

## Politikai tevékenység
Az alapítást követő években az MKDM számos kezdeményezést indított az oktatás, a kulturális autonómia és a nyelvhasználat terén, különös tekintettel a felvidéki magyarokra. A párt erőfeszítéseit a magyar nyelvű oktatás és az identitás megőrzésének támogatása is jellemezte. Emellett az MKDM aktívan részt vett a regionális fejlesztési projektekben, elősegítve ezzel a magyar közösség gazdasági és társadalmi fejlődését. Az MKDM szerepe és hatása így meghatározó volt a szlovákiai magyarok életében és fejlődésében. A párt részt vett az 1992-es parlamenti választásokon, és központi szerepet vállalt a magyar közösség politikai életében. Az MKDM később választási koalícióra lépett az Együttélés Politikai Mozgalommal és a Magyar Koalíció Pártjával, majd közösen indultak a választásokon, ezzel növelve a magyar közösség politikai súlyát. MKDM a rendszerváltás utáni első szabad választásoktól a szlovákiai magyar pártok 1998-as tavaszi egyesüléséig parlamenti erő volt. 1992 decemberéig, Csehszlovákia kettészakadásáig mind a prágai szövetségi, mind a pozsonyi nemzeti képviselőházban, majd 1993 januárjától a Magyar Koalíció Pártjának létrejöttéig önálló politikai mozgalomként a szlovákiai törvényhozásban.

## Politikai programjuk fő pillérei
- Keresztény gazdaság: A munka Isten parancsa, és az MKDH a keresztény szocializmus egyik alapelvét hangsúlyozza, miszerint a munka morális kategóriaként előbbre való, mint a tőke.
- Mezőgazdaság: Az MKDM célja a földművesekkel szembeni sérelmek orvoslása és a termelőszövetkezetek átalakítása.
- Környezetvédelem: A világ Isten ajándéka! című ökológiai program a környezetvédelem alapelveit tartalmazza.
- Kultúra és oktatás: A program a keresztény personalizmus elveiből vezeti le a kulturális és oktatási feladatokat, melyeket az ember erkölcsi kötelességének tekint, és amelyek személyiségfejlesztő eszközök. Kiemeli a más kultúrák tiszteletét és a keresztény értékek bemutatását.
- Nemzetiségi kérdések: Az MKDM támogatja az anyanyelvi oktatást és részletesen foglalkozik az anyanyelvi vallásoktatással.
- Szociálpolitika: Az MKDM ellenzi az abortuszt, támogatja az egyházi és magántulajdonú kórházakat, a háziorvosi intézményrendszert, a nyugdíjak és szociális juttatások inflációhoz igazítását, valamint szociális háló kiépítését gyermekek és idősek számára egyházi segítséggel. Továbbá támogatja a munkanélküliek átképzési programjait.

## Az MKDM öröksége
Az MKDM öröksége azon túlmutat, hogy egy politikai pártként működött. A mozgalom értékei és céljai hosszú távú hatást gyakoroltak a szlovákiai magyar közösségre. Az MKDM alapelvei, mint például a kereszténydemokrácia és a regionális autonómia támogatása, tovább éltek a későbbi politikai formációkban és kezdeményezésekben. Az MKDM sikeresen összekapcsolta a magyar közösség kulturális és politikai érdekeit, és fontos szerepet játszott a magyar nyelvű oktatás, kulturális intézmények fejlesztésében. Emellett az MKDM hozzájárult a magyar identitás erősítéséhez és a közösségi összetartozás megőrzéséhez a felvidéki magyarok között. Bár az MKDM politikai pártként megszűnt, öröksége és hagyatéka folytatódott a későbbi politikai formációkban és a szlovákiai magyar közéletben, továbbra is inspirálva és irányítva a magyar közösség politikai és kulturális tevékenységét. Az MKDM emléke és öröksége így maradandó és meghatározó a szlovákiai magyarok számára.